# Camiel Libbrecht
Camiel Libbrecht (Vichte, 27 juli 1853 - Leuven, 11 december 1932) was een Vlaams activist en lid van de Tweede Raad van Vlaanderen.

## Levensloop
Camiel was een broer van Julius Libbrecht. Beiden stamden uit een landbouwersgezin. Hij studeerde aan de rijksnormaalschool in Brugge en stichtte er een Vlaamsgezinde studentenvereniging. Van 1874 tot 1908 was hij leraar in de athenea van Brugge, Doornik (waar hij samen met Omer Wattez een Vlaamsche Kring stichtte), Gent, Hasselt en Antwerpen. In deze laatste stad werd hij toen prefect van het koninklijk atheneum. In 1912 ging hij met pensioen en ging bij zijn zoon wonen in Opglabbeek.
Tijdens de Eerste Wereldoorlog werd hij activist, wat niet belette dat hij bestuurslid werd van het Belgischgezinde plaatselijk Hulp- en Voedingscomité. Begin 1918 werd hij lid van de Tweede Raad van Vlaanderen, waar hij voorzitter werd van de Commissie voor onderwijs en kunsten. Hij was echter maar weinig aanwezig. 
Libbrecht was aandeelhouder van De Bode van Limburg, een door de bezetter gestichte krant, ter ondersteuning van het activisme in de provincie. 
In november 1918 werd hij gearresteerd en veroordeeld tot 15 maanden gevangenis. Hij speelde na zijn vrijlating geen rol meer in de Vlaamse Beweging.